# Памятник Адаму Мицкевичу (Пшемысль)
Памятник Адаму Мицкевичу — памятник великому польскому поэту эпохи Романтизма А. Мицкевичу, установленный в г. Пшемысль, центре Перемышльского воеводства (после его расформирования входит в состав Подкарпатского воеводства), Польши.
Автор памятника — Томаш Дикас (1850—1910). Расположен на Доминиканской площади Перемышля.
Средства на сооружение памятника были собраны жителями города для увековечения памяти поэта при переносе его тела на Вавель в 1890 году. Монумент торжественно открыт в 1898.
Во время второй мировой войны в 1940 памятник Мицкевичу в Перемышле был разрушен. Его первая реставрация осуществлена в 1958 в связи с 1000-летие города.
Следующая реставрация проводилась в 2004 году.
6 августа 2010 года во время шквала, прошедшего через город, памятник был серьëзно повреждëн. Стоящее рядом дерево упало на памятник и фигура Мицкевича свалилась с постамента, повреждены тогда были его голова и рука.